# 日立市立台原中学校
日立市立台原中学校（ひたちしりつだいはらちゅうがっこう）は、茨城県日立市台原町1-9-1にある日立市立中学校。

## 概要
台原中学校は、泉丘中学校から分離して開校した。将来的には、泉丘中との再統合が検討されている。

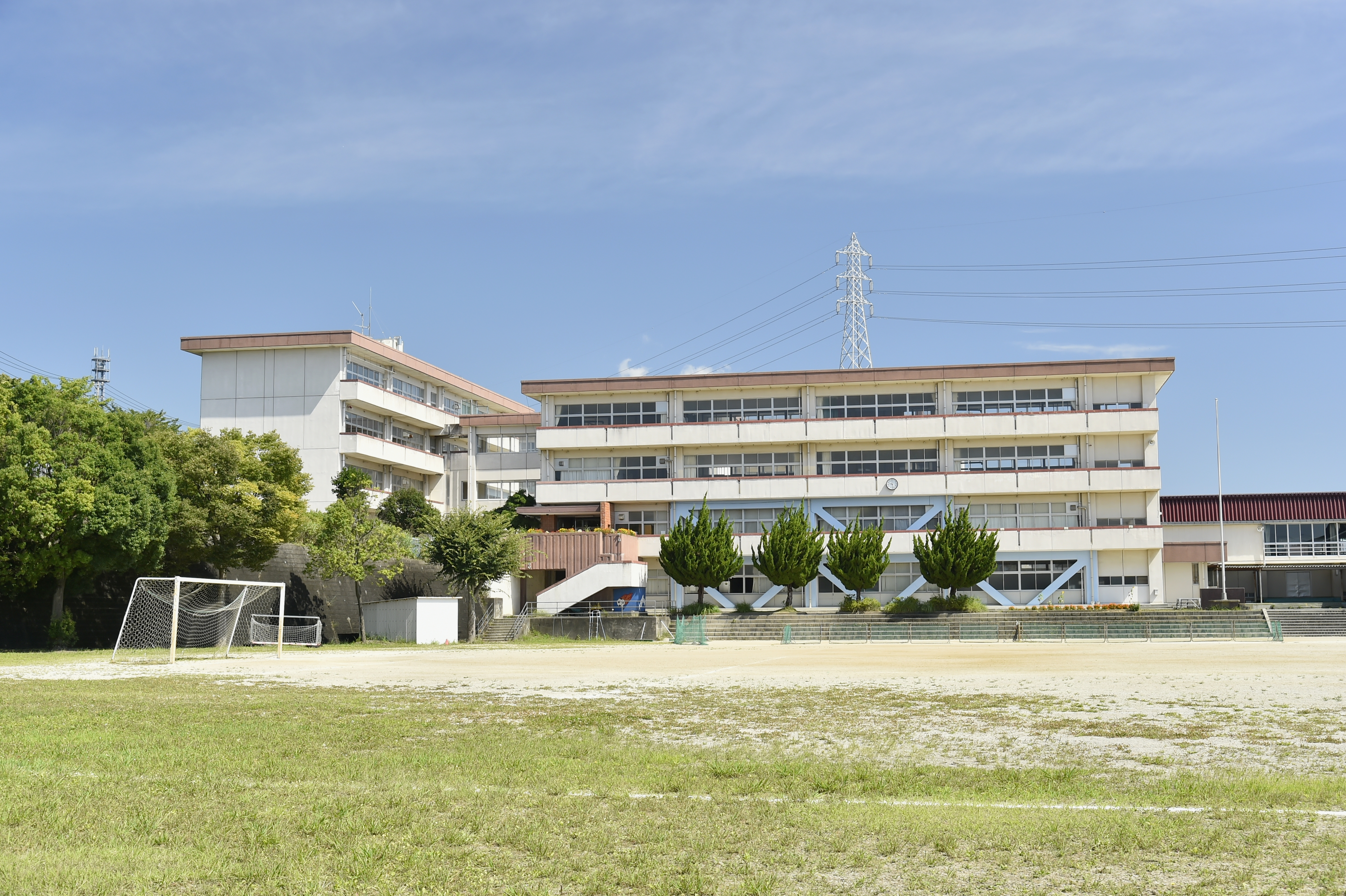
日立市立台原中学校の校舎とグラウンド

## 沿革

### 年表
- 1980年
  - 2月12日 - 校舎竣工[4]。
  - 4月1日 - 日立市立泉丘中学校より分離され開校、校章制定[3][4]。
- 1981年1月8日 - 校歌制定[4]。
- 2000 - 2001年度 - 文部省「科学技術・理科教育総合推進事業」指定校に指定[4]。
- 2000年8月18日・8月19日 - 卓球部が全国大会出場[4]。
- 2001年8月21日 - 8月24日 - 卓球部が全国大会出場[4]。
- 2003年8月21日 - 8月24日 - 女子卓球シングルス全国大会出場[4]。
- 2004年4月1日 - 平成16年度学校保健統計調査実施指定校に指定[4]。
- 2007年8月20日 - 全日本中学校陸上競技大会（女子800 m, 1500 ｍ）出場[4]。
- 2008 - 2009年度 - 文部科学省「人権教育研究推進校」に指定[4]。
- 2008年8月18日 - 全日本中学校陸上競技大会（女子800 m）出場、第7位入賞[4]。
- 2015年度 - 中学校英語指導法研究推進校に指定[5]
- 2024年度-卓球部県大会出場

## 教育方針
（出典：）
教育理念
生徒一人一人の声に耳を傾けぬくもりと愛情をもって支援する
教育目標
自ら学び、主体的に行動できる心身ともに健康で心豊かな生徒の育成
～すべての子どもの可能性を引き出し、Only Oneの存在に～

## 学校行事
2014年度年間行事予定より
- 4月
  - 入学式・始業式
  - PTA総会
  - 体育祭
- 5月
  - 家庭訪問
  - 市内陸上
- 6月
  - 県北陸上
  - 1年宿泊学習
  - 2年心豊かな体験学習
  - 3年修学旅行
  - 総体壮行会
  - 市内総体
  - 通信陸上
- 7月
  - 県北総体
  - 県総体
  - 2年職場体験
- 8月
  - 全校登校日

- 9月
  - 始業式
  - 生徒会役員選挙
  - 市内新人陸上
  - 新人戦壮行会
  - 市内新人
- 10月
  - 県新人陸上
  - 県北新人
  - 県北駅伝
  - 県新人
- 11月
  - 阿武隈祭
  - 県駅伝
  - 日立市小中学校音楽会
- 12月
  - 終業式

- 1月
  - 始業式
  - 県学力診断テスト
  - 新入生保護者説明会
- 2月
  - 新入生体験学習
- 3月
  - 県立高校学力検査
  - 卒業証書授与式
  - 修了式

## 部活動

### 運動部
- 男子ソフトテニス部
- 男女卓球部
- 柔道部 2018年廃部
- 女子バスケットボール部
- 女子ソフトテニス部
- 剣道部 2020年廃部
- バレーボール部（廃部）
- サッカー部
- 野球部（廃部）

### 文化部
- 美術部
- 吹奏楽部

## 通学区域
（出典：）
- 日立市大沼町
  - 旧地番
  - 1丁目1から30番
  - 2丁目
  - 3丁目
  - 4丁目
- 日立市金沢町
  - 旧地番
  - 1丁目12から22番
  - 2丁目1から10番、18から34番
  - 3丁目
  - 4丁目
  - 5丁目
  - 6丁目
  - 7丁目
- 日立市台原町
- 日立市みかの原町
- 日立市森山町
  - 旧地番
  - 3丁目
  - 4丁目1番25から32号

## 進学前小学校
- 日立市立金沢小学校
- 日立市立大沼小学校
- 日立市立水木小学校
- 日立市立塙山小学校

## 学区内の主な施設
- 金沢交流センター

## 交通
- JR常磐線
  - 常陸多賀駅下車
  - 大甕駅下車
- 茨城交通路線バス（常陸多賀駅から19系統、大甕駅から56系統）
  - 「台原中学校前」下車徒歩1分